# Vasyl Fedoryšyn
Vasyl Fedoryšyn (ukrajinsky Василь Федоришин), (* 31. března 1981 v Kaluši, Sovětský svaz) je ukrajinský zápasník – volnostylař, olympijský medailista z roku 2008.

## Sportovní kariéra
Zápasení se věnoval od šesti let v rodné Kaluši. Od 12 let se zaměřil na volný styl pod vedením Ihora Barny. V roce 1998 přesídlil do Kyjeva, kde spolupracoval s Hryhorijem Dankem. V roce 2000 se kvalifikoval na olympijských hrách v Sydney, ale v ukrajinské nominaci prohrál s Jevhenem Buslovyčem. V roce 2004 startoval olympijské hry v Athénách. Po postupu ze základní skupiny prohrál v semifinále s Kubáncem Yandro Quintanou a v následném boji o bronzovou medaili podlehl Japonci Kendži Inouemu. Obsadil 4. místo. V roce 2008 startoval jako favorit na olympijských hrách v Pekingu. Ve finále podlehl Mavletu Batyrovi z Ruska a získal stříbrnou olympijskou medaili.
Od roku 2009 spolupracoval s Beslanem Tuštarovem. V roce 2012 startoval na olympijských hrách v Londýně, ale nepodařilo se mu vyladit formu a skončil v prvním kole.

## Výsledky
| Turnaj             | 2001 | 2002        | 2003        | 2004        | 2005        | 2006        | 2007        | 2008        | 2009        | 2010        | 2011        | 2012        |
| Turnaj             | 20   | 21          | 22          | 23          | 24          | 25          | 26          | 27          | 28          | 29          | 30          | 31          |
| Turnaj             |      | pérová váha | pérová váha | pérová váha | pérová váha | pérová váha | pérová váha | pérová váha | pérová váha | pérová váha | pérová váha | pérová váha |
| ------------------ | ---- | ----------- | ----------- | ----------- | ----------- | ----------- | ----------- | ----------- | ----------- | ----------- | ----------- | ----------- |
| Olympijské hry     |      |             |             | 4.          |             |             |             | 2.          |             |             |             | 17.         |
| Mistrovství světa  | 5.   | —           | 24.         |             | 11.         | 5.          | 10.         |             | 3.          | 2.          | 15.         |             |
| Mistrovství Evropy | 2.   | 2.          | —           | 3.          | 1.          | —           | 1.          | 1.          | 3.          | 3.          | 3.          | —           |